# Swaffelen
Swaffelen (of zwaffelen) is het aantikken met de penis, vaak met herhaalde bewegingen, van andermans lichaam of een voorwerp. Swaffelen werd uitgeroepen tot "Woord van het jaar 2008".
Swaffelen gebeurt veelal in een plagende, zwart-humoristische of vernederende context, maar ook wel als seksuele handeling. Bij de op een persoon gerichte variant wordt vaak de wang aangetikt. De penis is daarbij gewoonlijk slap of niet volledig geërecteerd.

## Media-aandacht
In april 2008 kreeg de term volop media-aandacht in onder meer Nederland en België toen een Nederlandse student de Taj Mahal swaffelde en een video-opname hiervan op YouTube werd geplaatst. De student werd vanwege zijn daad geschorst.
Naar aanleiding hiervan werd in het BNN-televisieprogramma Spuiten en Slikken een oproep gedaan om video's te maken van het swaffelen van andere objecten. Ook riepen zij de BNN Nationale Swaffeldag in het leven. In de verschillende inzendingen was bijvoorbeeld te zien hoe het Paleis op de Dam en de Maastrichtse Sint-Servaasbasiliek werden geswaffeld.

## Woord van het jaar
Swaffelen werd verkozen tot Woord van het jaar 2008 na een competitie die werd georganiseerd door het Genootschap Onze Taal, Van Dale Uitgevers en dagblad De Pers. Het weblog GeenStijl had zijn lezers opgeroepen voor dit woord te stemmen. Swaffelen haalde het met 57 % van de stemmen voor wiiën (op de Wii spelen, haalde 12 % van de stemmen) en bankendomino (refererend aan de kredietcrisis, haalde 6 % van de stemmen). Gastroseksueel en smirten haalden elk 5 %.